# Zalău
 Ovo je glavno značenje pojma Zalău. Za druga značenja pogledajte Zalău (rijeka).
Zalău (njemački: Zillenmarkt ili Waltenberg, mađarski: Zilah) je grad u sjeverozapadnoj Rumunjskoj, glavni grad županije Sălaj. 

## Zemljopis
Zalău se nalazi se u krajnjem sjeverozapadnom djelu povijesne pokrajine Transilvanije.

## Stanovništvo
Po popisu stanovništva iz 2002. godine grad ima 62.927 stanovnika, dok je prosječna gustoća naseljenosti 698 stan/km²
- Rumunji: (80,9%)
- Mađari: (17,5%)
- Romi: (1,36%)

## Gradovi prijatelji
- Imola, Italija
- Gyula, Mađarska
- Senandrija, Mađarska
- Kvinesdal, Norveška
- Haegebostadt, Norveška
- Baia Mare, Rumunjska

## Vanjske poveznice
- Službena stranica grada

### Ostali projekti
|  | Zajednički poslužitelj ima još gradiva o temi Zalău |